# Alois Senefelder
Johann Alois Senefelder, más írásmóddal Aloys (Prága, 1771. november 6. – München, 1834. február 26.), a litográfia (a síknyomtatás elvén alapuló grafikai eljárás) osztrák feltalálója.

## Fiatalkora
Aloys Johann Nepomuk Franz Senefelderként született Prágában, ahol apja mint a prágai Királyi Színház színésze játszott. Iskolai éveit Münchenben töltötte, majd ösztöndíjat nyerve az ingolstadti egyetemen jogot tanult. Apja 1791-ben bekövetkezett halála miatt félbe kellett szakítania egyetemi tanulmányait, hogy támogassa édesanyját és nyolc testvérét. Senefelder apja nyomdokain haladva színészként és íróként keresett magának megélhetést, sikeres színdarabot írt a Nők szakértője címmel. A művészet anyagiakban nem hozott neki áttörést. Ezen időszakban egy nyomdában kitanulta a mesterséget, s vásárolt egy kis sajtót, és önállósította magát, hogy műveit olcsóbban kiadhassa.

## A litográfia feltalálása

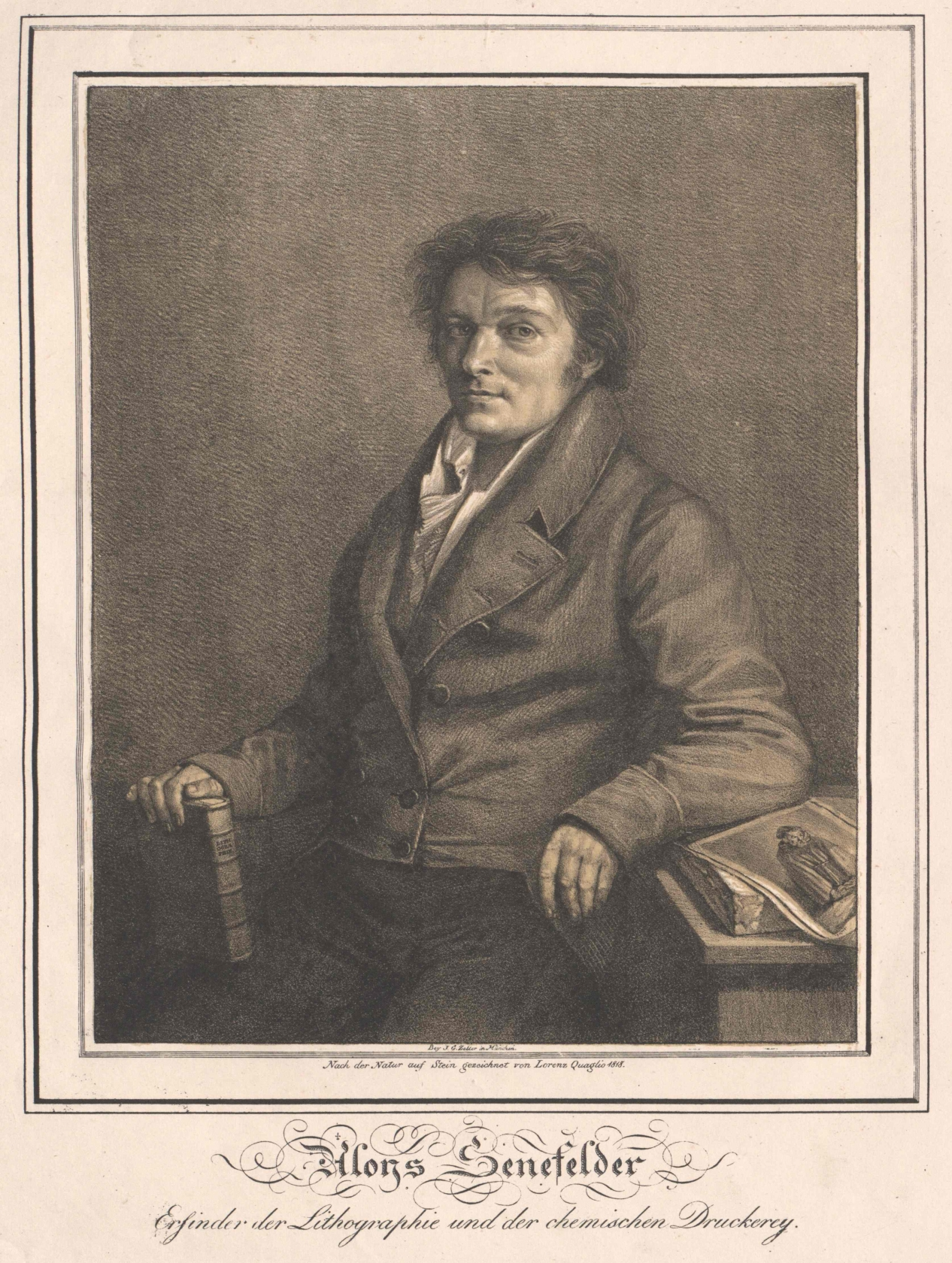
Alois Senefelder litografált portréja (1818)

Mathilde von Alstein című darabjának nyomtatási problémái okozták, hogy adósságba került. Képtelen volt új színdarabja nyomólemezeinek drága metszését kifizetni, ezért maga próbálkozott meg vele, és új olcsóbb eljárások után kezdett kutatni. Rézlemezekkel kísérletezett, ám nem sok eredménnyel. Véletlenül 1796 egyik napján egy átviteli jegyzéket írt fel bajor mészkőre, ekkor ötlött eszébe, hogy a mészkő lemaratása után a jelek kiemelkednének a felületből. Eredménnyel kecsegtető kísérleteihez szerény anyagi támogatást adott Franz Gissler, aki a királyi udvar zenei igazgatója volt, és ígéretet tett egy műhely felépítésére is. Így készítette el Senefelder 1796-ban az első litográfiai lemezeit. A nyomtatás minősége ekkor még nem volt kielégítő, de az új technika felkeltette a szponzorok érdeklődését, akik tovább támogatták Senefeldert találmánya finomításában. Végül kétévi kísérletezés után 1798-ban megszületett a síknyomtatás (más néven litográfia vagy kőnyomtatás). Felfedezését 1818-ban, Vollstandiges Lehrbuch der Steindruckerey (A kőnyomtatás részletes tankönyve) címmel közölte.

## Találmányának lényege
Az olaj és a víz kölcsönös taszításának elvén működik. A litográfiai kő alapanyaga a bajorországi Solnhofen környékén bányászott pala. Erre a simára csiszolt lapra speciális koromból és zsírból készült litográfiai krétával vagy tussal rajzoltak. A litográfiai eljárásban a kőre rajzoló művésznek tükörfordított nyomóformát kellett előállítania. Ez volt a kőrajz. Hogy a zsíros tussal vagy krétával rajzolt vonalak ne legyenek elmosódottak, a kőlap felületét salétromsavval kezelték. Ennek nyomán a kő pórusai összeszűkülnek, a víz nem szivárog a kapillárisokba hanem a kő felületén marad. A rajzra nyomdafestéket visznek fel, ami a zsíros (vagy olajos) felületen megtapad, a kőlap vízzel benedvesített részein viszont nem, így az odakerült festék egyszerű eljárással lemosható. A nyomtatásra szánt papírlapot az előkészített kőlapra helyezik, majd hozzápréselik. A nagy nyomásra az olajos részek átadják a festéket és így jön létre a kőnyomat, a litográfia.

## Kései évei
A litográfia jelentőségét felismerve a német Johann Anton zeneműkiadó felajánlotta, hogy költözzön Offenbachba és másokat is tanítson meg a kőnyomtatásra. Majd Párizsba ment unokaöccsével, ahol Senefeldert a kőnyomtatás eljárásainak két másik kutatója – Godefroi Engelmann és Comte de Lastérie – szakmai féltékenységből megfenyegette, mivel ők is aktív kutatói voltak a kővel való nyomtatásnak. Engelmann valóban tehetséges ember volt, mert ő találta fel a többszínnyomású plakátok sokszorosításánál használt kromolitográfia eljárását, Senefelder találmányát tovább fejlesztve. Senefelder 1824-ben tért vissza Münchenbe, de itt hamarosan megvakult. Egyéb jelentős szakmai sikere volt még egy könnyű kézisajtó feltalálása 1817-ben. Idősebb korára a bajor király jókora kegydíjjal adományozta meg.

## Emléke
- München belvárosának egyik főutcája (Senefelderstraße) őrzi a nevét.